# العلاقات البوسنية الأيرلندية
العلاقات البوسنية الأيرلندية هي العلاقات الثنائية التي تجمع بين البوسنة والهرسك وجمهورية أيرلندا.

## مقارنة بين البلدين
هذه مقارنة عامة ومرجعية للدولتين:
| وجه المقارنة                                              | البوسنة والهرسك                                             | جمهورية أيرلندا                                       |
| --------------------------------------------------------- | ----------------------------------------------------------- | ----------------------------------------------------- |
| المساحة (كم2)                                             | 51.20 ألف                                                   | 70.27 ألف                                             |
| عدد السكان (نسمة)                                         | 3.51 مليون                                                  | 4.76 مليون                                            |
| الكثافة السكانية (ن./كم²)                                 | 68.55                                                       | 67.74                                                 |
| العاصمة                                                   | سراييفو                                                     | دبلن                                                  |
| اللغة الرسمية                                             | اللغة البوسنوية، اللغة الكرواتية، اللغة الصربية             | اللغة الأيرلندية، لغة إنجليزية، الإنجليزية الأيرلندية |
| العملة                                                    | مارك بوسني                                                  | جنيه أيرلندي، يورو، عملات اليورو الأيرلندية           |
| الناتج المحلي الإجمالي (بليون دولار)                      | 18.17 مليار                                                 | 333.73 مليار                                          |
| الناتج المحلي الإجمالي (تعادل القوة الشرائية) بليون دولار | 41.35 مليار                                                 | 318.16 مليار                                          |
| الناتج المحلي الإجمالي الاسمي للفرد دولار أمريكي          | 4.25 ألف                                                    | 61.13 ألف                                             |
| الناتج المحلي الإجمالي للفرد دولار أمريكي                 | 10.43 ألف                                                   |                                                       |
| مؤشر التنمية البشرية                                      | 0.733                                                       | 0.916                                                 |
| رمز المكالمات الدولي                                      | +387                                                        | +353                                                  |
| رمز الإنترنت                                              | .ba                                                         | .ie                                                   |
| المنطقة الزمنية                                           | توقيت وسط أوروبا، ت ع م+01:00، ت ع م+02:00، أوروبا/سراييفو ‏ | 00، ت ع م+01:00، أوروبا/دبلن ‏                         |

## منظمات دولية مشتركة
يشترك البلدان في عضوية مجموعة من المنظمات الدولية، منها:
| علم المنظمة | اسم المنظمة                               | تاريخ انضمام البوسنة والهرسك | تاريخ انضمام جمهورية أيرلندا |
| ----------- | ----------------------------------------- | ---------------------------- | ---------------------------- |
|             | مؤسسة التنمية الدولية                     | 25 فبراير 1993               | 22 ديسمبر 1960               |
|             | يونسكو                                    | 2 يونيو 1993                 | 3 أكتوبر 1961                |
|             | وكالة ضمان الاستثمار متعدد الأطراف        | 19 مارس 1993                 | 27 أكتوبر 1989               |
|             | مجلس أوروبا                               | 24 أبريل 2002                | ?                            |
|             | الأمم المتحدة                             | 22 مايو 1992                 | 14 ديسمبر 1955               |
|             | الاتحاد البريدي العالمي                   | ?                            | ?                            |
|             | البنك الدولي للإنشاء والتعمير             | 25 فبراير 1993               | 8 أغسطس 1957                 |
|             | الاتحاد الدولي للاتصالات                  | 20 أكتوبر 1992               | 8 ديسمبر 1923                |
|             | منظمة حظر الأسلحة الكيميائية              | ?                            | ?                            |
|             | مؤسسة التمويل الدولية                     | 25 فبراير 1993               | 11 سبتمبر 1958               |
|             | المنظمة الأوروبية لسلامة الملاحة الجوية   | 2004                         | 1965                         |
|             | المركز الدولي لتسوية المنازعات الاستشارية | 13 يونيو 1997                | 7 مايو 1981                  |
|             | منظمة الشرطة الجنائية الدولية             | ?                            | ?                            |
|             | منظمة الأمن والتعاون في أوروبا            | 30 أبريل 1992                | 25 يونيو 1973                |

## وصلات خارجية
- موقع وزارة الخارجية البوسنية
- موقع وزارة الخارجية الأيرلندية